# Parnaoz Čikviladze
Parnaoz Čikviladze (gruzínsky: ანზორ კიკნაძე), (* 14. duben 1941, Čabinaani - 14. červen 1966, Moskva, Sovětský svaz) byl reprezentant Sovětského svazu v judu. Byl gruzínské národnosti.

## Sportovní kariéra

### Úspěchy
- bronzová olympijská medaile z roku 1964
- titul mistra Evropy v těžké váze

### Zajímavosti
Čikviladze byl v rodné Gruzii přeborníkem v gruzínském zápasu a ještě v mladém věku se seznámil s judem. Na rozdíl od Kiknadzeho nebyla jeho technika tolik ovlivněná sambem, přesto některé jeho techniky budily pozornost neortodoxním způsobem provedení.
V roce 1964 vybojoval bronzovou olympijskou medaili a stal se osobností evropské těžké váhy. Jeho sportovní kariéru však příliš brzy ukončila dopravní nehoda v roce 1966. Bylo mu 25 let. Anton Geesink se údajně k této tragické zprávě, která rychle obletěla zápasnický svět, vyjádřil větou „S kým se teď budu prát, když Čikviladze nežije?“.

## Výsledky

### Váhové kategorie
| Olympijské hry     | 3. | -  | -  |
| Mistrovství světa  | -  | 5. | -  |
| Mistrovství Evropy | ?  | 1. | 2. |

## Podrobnější výsledky

### Olympijské hry
| Rok      | Kategorie  |  | skupina B           | skupina B             |  | čtvrtfinále | semifinále         | finále |
| -------- | ---------- |  | ------------------- | --------------------- |  | ----------- | ------------------ | ------ |
| LOH 1964 | těžká váha |  | výhra George Harris | výhra Anthony Sweeney |  | volný los   | prohra Doug Rogers | -      |

### Mistrovství světa
| Rok     | Kategorie  |  | 1/32                | 1/16            | čtvrtfinále            | semifinále           | opravy                 | finále |
| ------- | ---------- |  | ------------------- | --------------- | ---------------------- | -------------------- | ---------------------- | ------ |
| MS 1965 | těžká váha |  | výhra Eddy Snijders | výhra Jue Te-on | výhra Philippe Wronski | prohra Anton Geesink | prohra Seidži Sakaguči | -      |